# Bab al-Salameh
Bab al-Salameh (arabisch باب السلامة Bāb as-salāma ‚Tor des Wohlergehens‘) ist ein Grenzübergang von Nordsyrien in die Türkei. Er liegt nördlich von Aleppo und nördlich von Aʿzāz, Gouvernement Aleppo. Der türkische Gegenseite heißt Öncüpınar Sınır Kapısı. Weiter südwestlich liegt der Grenzübergang Bab al-Hawa.
Am Grenzübergang ist aufgrund des syrischen Bürgerkrieges ein Flüchtlingslager entstanden. Anfang 2013 bezifferte der Leiter des Syrischen Halbmondes die Zahl der Menschen auf 9.000. Ende Oktober 2013 waren etwa 4000 Menschen hier. Anfang 2015 lebten im Lager etwa 16.850 Menschen. Die Versorgung ist schlecht, unter den Kindern grassiert die Leishmaniose. Im Winter macht den Flüchtlingen die Kälte in den Zelten zu schaffen.
Am 20. Februar 2014 explodierte eine Autobombe im Flüchtlingscamp, es gab etwa 20 Tote und 50 Verletzte.
Bei einem Anschlag mit einer Autobombe in einer Werkstatt nahe Bab al-Salameh starben am 15. Mai 2014 43 Menschen.
Das Gebiet wird von der Freien Syrischen Armee dominiert. Am 13. August 2015 startete der IS Angriffe auf die Stadt A’zaz, die nur wenige Kilometer entfernt von Bab al-Salameh liegt.